# Espejismo
Pour plus de détails, voir Fiche technique et Distribution.
Espejismo est un film péruvien réalisé par Armando Robles Godoy, sorti en 1972.

## Fiche technique
- Titre français : Espejismo
- Réalisation : Armando Robles Godoy
- Scénario : Armando Robles Godoy et Bernardo Batievsky
- Pays d'origine : Pérou
- Genre : drame
- Date de sortie : 1972

## Distribution
- Miguel Angel Flores
- Helena Rojo
- Hernán Romero : Lucifer
- Orlando Sacha